# シャチブリ目
シャチブリ目（学名：Ateleopodiformes）は、硬骨魚綱の分類群（目）の一つ。シャチブリ科1科のみで構成され、4属のもとに12または13種を含む。所属する魚類の多くは深海魚である。

## 分布・生態
シャチブリ目の魚類はすべて海水魚で、カリブ海から大西洋東部、インド洋から西部太平洋、およびパナマ・コスタリカ沖の東部太平洋に分布する。ほとんどの種は、深海の海底付近に生息する底生魚である。日本近海からはこれまでに6種が知られ、底曳網などでまれに漁獲される。

## 形態
シャチブリ目の魚類はソコダラやギンザメの仲間に似た、尻すぼみの細長い体型をもつ。頭部は大きく丸みを帯び、最大で全長2 mに達する。体は全体的に軟らかく、特に吻（口先）はゼラチン質でぶよぶよしており、英語名「Jellynose fish」の由来となっている。
鰭に棘条をもたない。背鰭の基底は短く、軟条は3-13本。腹鰭は喉に位置し、成魚では1本の鰭条が糸状に細長く伸びる。尾鰭は退化的で、ヒョウモンシャチブリ属以外では長い臀鰭と連続する。臀鰭の軟条は70本以上。骨格の大半は軟骨で構成され、鰓条骨は7本。

## 分類
シャチブリ目は単独でシャチブリ上目 Ateleopodomorpha を構成する。シャチブリ科はかつてアカマンボウ目に含められ、ハダカイワシ目とも近い関係にあることが指摘されていた。しかし、2000年代以降に実施された多くの分子系統解析は、シャチブリ類は他のすべてのNeoteleostei（新真骨類：円鱗上目＝ヒメ目以降のすべての真骨類を含むグループ）の姉妹群であることを示唆している。

### シャチブリ科

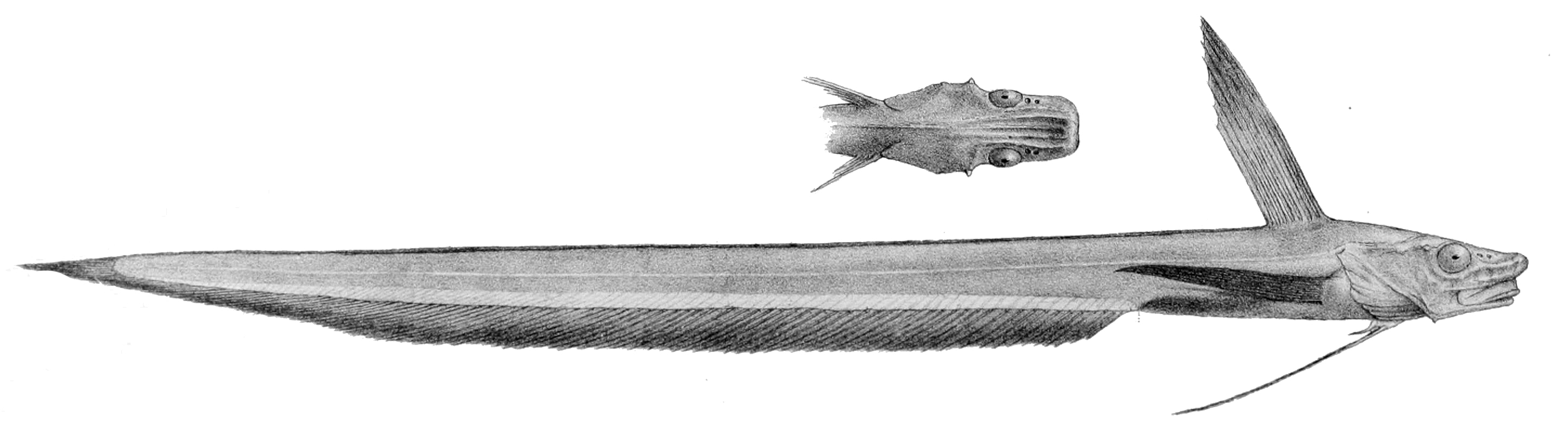
シャチブリ（Ateleopus japonicus）。日本の太平洋岸から東シナ海にかけて分布する

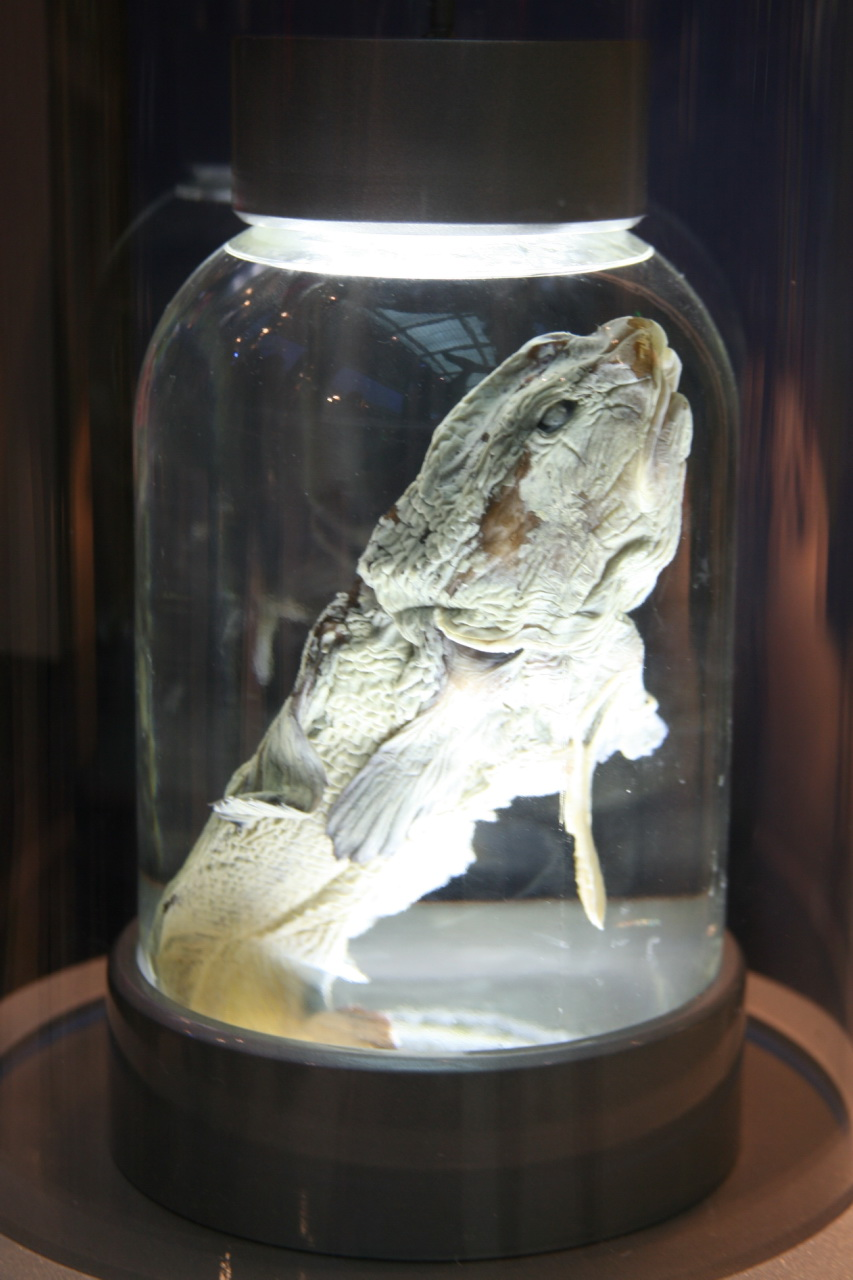
ヒョウモンシャチブリ属の1種（Guentherus altivela）の液浸標本

シャチブリ科 Ateleopodidae にはNelson（2016）の体系において4属12または13種が認められているが、本科の分類には不確実な部分が多く、さらなる検討が必要とされている。中新世中期の地層から、耳石の化石が見つかっている。
Kaga et al. (2015) は解剖学的特徴、DNA分析などを用いAteleopus schlegelii, タナベシャチブリ A.tanabensis およびムラサキシャチブリ A. purpureus の3種はいずれもシャチブリ A. japonicusのシノニムであると認めた。一方で、Kaga (2016) によってシャチブリ属の新種として、シログチシャチブリ Ateleopus edentatus が記載されている。また Ateleopus natalensis も A. japonicus のシノニムであるとKaga (2017) により認められた。
- オオシャチブリ属 Ijimaia
  - オオシャチブリ Ijimaia dofleini Sauter, 1905
  - ヤソシャチブリ Ijimaia loppei Roule, 1922
  - Ijimaia antillarum Howell Rivero, 1935
  - Ijimaia fowleri Howell Rivero, 1935
  - Ijimaia plicatellus Gilbert, 1905
- シャチブリ属 Ateleopus
  - シャチブリ Ateleopus japonicus Bleeker, 1854
  - タナベシャチブリ Ateleopus tanabensis Tanaka, 1918
  - ムラサキシャチブリ Ateleopus purpureus Tanaka, 1915
  - Ateleopus indicus Alcock, 1891
  - Ateleopus natalensis Regan, 1921
  - シログチシャチブリ Ateleopus edentatus Kaga, 2016
- ヒョウモンシャチブリ属 Guentherus
  - ヒョウモンシャチブリ Guentherus katoi Kuwayama & Hirate, 2008
  - Guentherus altivela Osório, 1917
- Parateleopus 属
  - Parateleopus microstomus Smith & Radcliffe, 1912